# Carole Tolila
Carole Tolila, née le 26 mai 1982 à Nice, est une animatrice française qui exerce dans le groupe France Télévisions.

## Biographie
Carole Tolila naît le 26 mai 1982 à Nice dans le département des Alpes-Maritimes.
En 2003 elle obtient une maîtrise de science politique à l'Université de Nice Sophia-Antipolis. Elle est aussi titulaire d'un DESS en communication et multimédia délivré par l’Institut français de la presse rattaché à l'Université Paris II.
De mars à juin 2005 elle occupe le poste d'assistante de rédaction au sein de l'équipe des magazines Bouge la France et Face à nous sur la chaîne Public Sénat avant de rejoindre le service jeunesse de France 2.
Le 18 octobre 2005, elle participe au lancement de la chaine Gulli destinée à la jeunesse. Elle y travaille en tant qu'assistante de programmation jusqu'en décembre 2005.
En 2006, Carole Tolila rejoint la rédaction de Direct8 comme chroniqueuse dans les émissions Direct Matin, Direct Midi et Avant d’acheter. En 2009, elle intègre l’émission Tous les goûts sont dans la culture et suit par ailleurs une formation de reporter d’images au CFPJ.
En 2011, elle réalise des documentaires pour 100% Mag sur M6 et devient La reporter June de la chaine éponyme.
En 2012, elle est sollicitée par France Télévisions pour devenir la remplaçante de Marine Vignes dans l’émission Météo à la carte de France 3.
De septembre 2013 à mai 2016, elle officie comme chroniqueuse dans l'émission Les Maternelles sur France 5.
Depuis le 2 septembre 2016, elle partage avec Stéphane Marie l'animation de Silence, ça pousse !, sur France 5. Elle contribue aussi à l'émission Le Plein de sensations sur France 4.
En 2018, elle devient chroniqueuse dans l'émission Télématin de France 2. Elle assure l’intérim estival de la présentation de ce magazine matinal pendant la semaine du 16 août 2021, puis le quitte après cette semaine.
En 2020, elle publie le conte audio La petite reine, destiné à raconter l'écologie aux enfants de manière poétique.

## Vie privée
Carole Tolila est mariée à Thomas Isle et ils ont deux enfants prénommés Edgar (né en 2012) et Thelma (née en 2016). Le couple s'est formé pendant leurs études.